# Calvert (Adelsgeschlecht)

Ursprüngliches Stammwappen der Familie Calvert

Calvert ist der Name einer englischen Adelsfamilie.
Die Familie stammte vermutlich ursprünglich aus der Grafschaft Flandern und war im 16. Jahrhundert als Pächter des Baron Wharton in Nordengland ansässig, wo Leonard Calvert (um 1550–1611) um 1575 durch Ehe mit der Tochter eines reichen Landadligen in die Gentry von Yorkshire aufstieg. Dessen Sohn George Calvert (1580–1632) war von 1619 bis 1625 englischer Staatsminister unter König Jakob I., ließ um 1622 das Anwesen Kiplin Hall in Yorkshire errichten, das bis 1722 Familiensitz der Calverts war, wurde 1625 in der Peerage of Ireland zum erblichen Baron Baltimore erhoben und erwarb weitere Ländereien im irischen County Longford. Dessen Sohn Cæcilius Calvert, 2. Baron Baltimore (1605–1675) wurde 1632 erblicher Lord Proprietor der Kolonie Maryland. Die Hauptlinie der Familie erlosch 1771 beim Tod des Frederick Calvert, 6. Baron Baltimore, agnatische Nachkommen unehelicher Nebenlinien existieren bis heute.

## Stammliste (Auszug)
1. Leonard Calvert (um 1550–1611), ⚭ Alice Grace Crossland (1552–1587), Tochter des John Crossland, Gutsherr von Crossland in Yorkshire
  1. George Calvert, 1. Baron Baltimore (1580–1632), ⚭ (1) Anne Mynne (1579–1622), ⚭ (2) Joan († 1630)
    1. (1) Cæcilius Calvert, 2. Baron Baltimore (1605–1675), ⚭ Hon. Anne Arundell (1616–1649), Tochter des Thomas Arundell, 1. Baron Arundell of Wardour
      1. Charles Calvert, 3. Baron Baltimore (1637–1715), 1661–1676 und 1679–1684 Gouverneur von Maryland, ⚭ (1) Mary Darnall, ⚭ (2) Jane Lowe († 1701), ⚭ (3) Mary Bankes († 1711), ⚭ (4) Margaret Charleton († 1731)
        1. (2) Benedict Calvert, 4. Baron Baltimore (1679–1715), 1684–1688 Gouverneur von Maryland, ⚭ Lady Charlotte Lee († 1721), Tochter des Edward Lee, 1. Earl of Lichfield
          1. Charles Calvert, 5. Baron Baltimore (1699–1751), 1732–1733 Gouverneur von Maryland, ⚭ Mary Janssen († 1770)
            1. Frederick Calvert, 6. Baron Baltimore (1732–1771), ⚭ Lady Diana Egerton (1732–1758), Tochter des Scroop Egerton, 1. Duke of Bridgewater
              1. (illegitim) Henry Harford (1758–1834)

            2. (illegitim) Benedikt Swingate Calvert (1722–1788) ⚭ Elizabeth Calvert
              1. Eleanor Calvert (1758–1811), ⚭ (1) John Parke Custis (1711–1757), ⚭ (2) David Stuart (1753–um 1814)
              2. George Calvert (1768–1838), ⚭ Rosalie Eugenia Stier (1778–1821)
                1. Charles Benedict Calvert (1808–1864)

          2. Benedict Leonard Calvert (1700–1732), 1727–1731 Gouverneur von Maryland, ⚭ Rebecca Gerard (1706–1735)
            1. Elizabeth Calvert, ⚭ Benedict Swingate Calvert (1722–1788)

        2. (illegitim) Charles Calvert (1688–1734), 1720–1727 Gouverneur von Maryland

    2. (1) Leonard Calvert (um 1606–1647), 1632–1647 Gouverneur von Maryland
    3. (2) Phillip Calvert (1626–1682), 1660–1661 Gouverneur von Maryland